# Râul Stâna Mare, Lăpușnicul Mic
Râul Stâna Mare este un curs de apă, afluent de dreapta al râului Lăpușnicul Mic.

## Geografie
Râul Stâna Mare este un râu scurt, afluent de dreapta al Lăpușnicului Mic, care se află în întregime pe teritoriul județului Hunedoara.

## Bazin hidrografic
Cei trei afluenți de dreapta ai râului Lăpușnicul Mic sunt Scurtele, Borăscu și Stâna Mare.
Toate aceste râuri, împreună cu râurile în care se varsă, fac parte din bazinul hidrografic al râului Mureș.

## Hărți
- Harta județului Hunedoara
- Harta Munților Retezat  Arhivat în 10 iulie 2012, la Wayback Machine.